# Battlefield: Bad Company 2
Battlefield: Bad Company 2 é um jogo eletrônico de tiro em primeira pessoa desenvolvido pela DICE e publicado pela Electronic Arts para Microsoft Windows, PlayStation 3, Xbox 360, iOS e Kindle Fire. É uma sequência direta de Battlefield: Bad Company e faz parte da série de jogos Battlefield. Foi lançado mundialmente em março de 2010. O porte para iOS foi lançado na App Store em 16 de dezembro de 2010. Uma versão do Kindle Fire foi lançada em junho de 2012.
O jogo é principalmente um jogo de tiro em primeira pessoa em nível de esquadrão, baseado em um cenário de guerra moderna (com um pequeno prólogo inicial ambientado no final da Segunda Guerra Mundial). Além disso, o jogo inclui uma campanha single-player, onde o jogador reassume o papel de Preston Marlowe, o protagonista do jogo original. O motor Frostbite 1.5 do jogo permite mais ambientes destrutíveis. Os mapas multijogador, que permitem cinco modos de jogo diferentes, contêm uma ampla seleção de veículos e aeronaves.
O jogo teve uma recepção positiva da crítica, obtendo uma média de 88 do agregador Metacritic para as versões de Xbox 360 e PlayStation 3, e 87 para a versão para PC. Tornou-se um sucesso comercial, vendendo mais de 12 milhões de unidades desde seu lançamento inicial. Sete pacotes de mapas VIP, bem como um modo de jogo para download, foram adicionados após o lançamento; um pacote de expansão multijogador, Battlefield: Bad Company 2: Vietnam (centrado na Guerra do Vietnã), foi lançado em 21 de dezembro de 2010.

## Jogabilidade
A jogabilidade de Bad Company 2 é em geral bastante semelhante ao seu antecessor. É definida em vários ambientes da América do Norte e do Sul e as regiões montanhosas ao longo das fronteiras da Rússia. Como seu antecessor, Bad Company 2 apresenta ambientes destrutíveis. O sistema é apelidado de "Destruição 2.0" que ocorre quando o edifício está bastante comprometido e ele acaba desmoronando.

## Sinopse
O jogo começa com uma missão em outubro de 1944 no Teatro do Pacífico da Segunda Guerra Mundial. O jogador toma o controle de um soldado parte de um grupo de commandos do Exército dos Estados Unidos em uma operação secreta no Mar do Japão durante uma fictícia Operação Aurora. Eventualmente, no final da missão, o jogador vai ver e ouvir uma grande explosão antes de uma enorme onda de maré matar o personagem e seus companheiros de pelotão, bem como seus acompanhantes, um cientista japonês que tinha informações cruciais sobre um ADM japonês.
Após isso, o jogo retorna ao presente com o esquadrão Bad Company, que tenta recuperar uma arma russa. Depois de pegá-la, eles dirigem-se ao ponto da extração. Em seguida, reúnem-se com um general que informa-lhes que tudo era uma farsa. Ele então diz que eles agora são parte da Divisão de Atividades Especiais (SAD), a qual ele lidera. O General, em seguida, envia-os para a Bolívia para resgatar um agente. A equipe Bad Company encontra forças russas com armamento pesado, juntamente com a milícia local.

## Multijogador
Os jogadores podem escolher seu personagem a partir de um conjunto de kits de armas: Assault, Engineer, Recon, e Médico. Além das granadas de mão e armas padrão, cada classe também tem uma arma inicial primária e um par de aparelhos exclusivos para essa classe e um menu de seleção personalizável. Ganhar pontos de experiência permite a um jogador para destravar e usar armas diferentes e gadgets, alguns só utilizáveis por uma determinada classe e alguns à disposição de qualquer classe que usa o jogador.

### Modos
- Rush: Os jogadores têm de defender ou destruir pares de estações M-COM. Uma estação de M-COM pode ser destruída por uma plantação de carga (bomba), utilizando armas convencionais ou quando um edifício é destruído ("Destruição 2,0").
- Conquest: Os jogadores devem reter o domínio da bandeira.
- Squad Deathmatch: Quatro pelotões de infantaria e um veículo de combate irão batalhar, e o primeiro esquadrão a fazer cinquenta pontos ou mais, dependendo das configurações do servidor, vence a partida.
- Squad Rush: Rush Squad coloca um esquadrão de quatro jogadores contra outro time de quatro jogadores para um máximo de oito jogadores.

## Conteúdo disponível para download

### Vietnam
Battlefield: Bad Company 2 Vietnam é um pacote de expansão multijogador para Battlefield: Bad Company 2 que ocorre durante a Guerra do Vietnã. Foi lançado em 18 de dezembro de 2010 para Microsoft Windows e em 21 de dezembro para PlayStation 3 e Xbox 360. Está disponível como um pacote de varejo e via download. O pacote de varejo, no entanto, inclui apenas a chave do produto para ativação pela Internet. A expansão recebeu críticas positivas, com elogios por sua "diversão, encontros próximos" e uso de faixas de música licenciadas da era da guerra do Vietnã.
O pacote de expansão contém 5 novos mapas, 6 novos veículos e 15 novas armas. O quinto mapa, Operation Hastings, foi originalmente definido para ser desbloqueado quando a comunidade de jogadores atingisse 69.000.000 ações de jogo em equipe (reviver, reabastecer, assistir, etc.) em cada plataforma. Embora tenha sido desbloqueado para PC em 30 de dezembro de 2010, o mapa foi lançado no PlayStation 3 e Xbox 360 como um "presente de ano novo" da DICE. Também inclui 49 faixas de música contemporânea que podem ser ouvidas por meio de um rádio no jogo, bem como novas dublagens para as forças americanas e vietnamitas, com base na comunicação autêntica da Guerra do Vietnã. Dez novas conquistas do Xbox Live e troféus da PlayStation Network também estão disponíveis para desbloquear.